# ويلف سميث
ويلف سميث (بالإنجليزية: Wilf Smith)‏ هو لاعب كرة قدم بريطاني، ولد في 3 سبتمبر 1946 في نويمونستر في ألمانيا. لعب مع برايتون أند هوف ألبيون وشيفيلد وينزداي وكوفنتري سيتي ونادي بريستول روفيرز ونادي تشيسترفيلد ونادي ميلوول.